# 3e Panzerdivision
La 3e Panzerdivision était une division blindée de la Wehrmacht, durant la Seconde Guerre mondiale, créée le 15 octobre 1935.

## Emblèmes divisionnaires

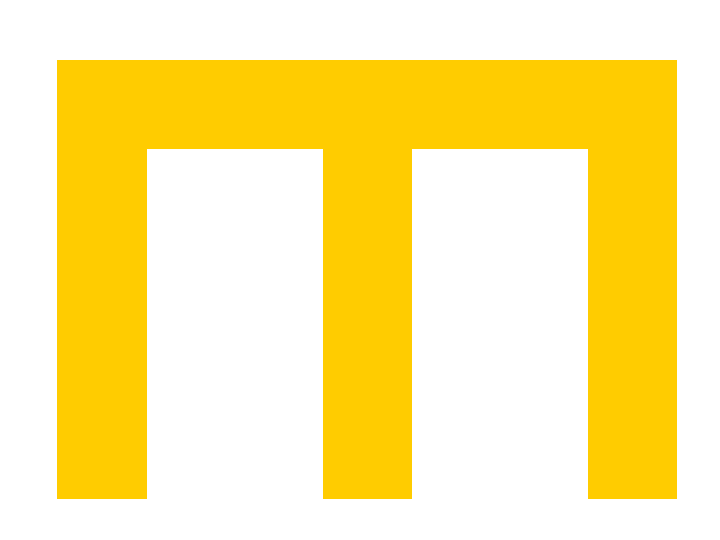
Emblème de la division en 1938-1939
Variante
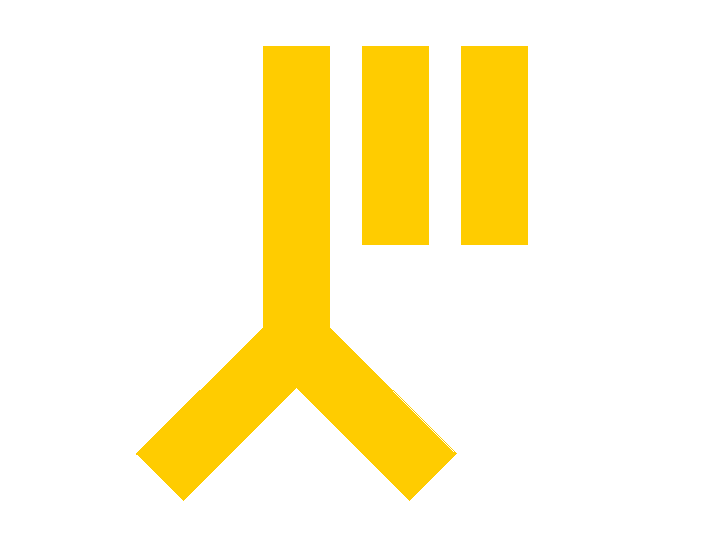
Emblème de la division à partir de 1940
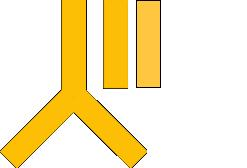
Variante
Variante
Emblème de la division à la bataille de Koursk

## Histoire

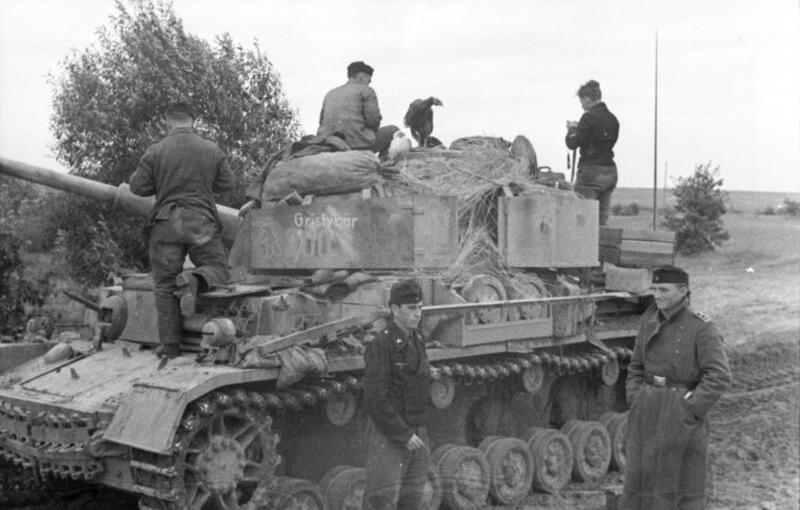
Un Panzer IV de la 3e division blindée en Russie.

La 3e Panzerdivision est formée sur le camp de Wundsdorf près de Berlin le 15 octobre 1935, comme la 1re et la 2e Panzerdivision. Elle est surnommée la « Division de l'Ours », emblème présent sur ses véhicules et c’est également l'emblème de la ville de Berlin.
En mars 1939, la division prend part à l'annexion d’une partie de la Tchécoslovaquie, puis en septembre à l'invasion de la Pologne en étant rattachée au XIX. Armeekorps du général Heinz Guderian. Elle franchit la Pologne jusqu'à Brest-Litovsk où elle prend contact avec le XXII. Panzerkorps et encercle l'armée polonaise.
Au cours de la Bataille de la France de mai 1940 la division est rattachée au XVI. Panzerkorps du Général Erich Hoepner, elle-même faisant partie du groupe d'armées B de Fedor von Bock de la VIe armée sous le commandement de Walter von Reichenau. Son objectif est d'attirer les forces franco-anglaises hors de France vers les Pays-Bas pour laisser le champ libre aux autres divisions blindées engagées. Elle combat au sud de Bruxelles (Gembloux) où elle est engagée contre la 3e division mécanisée française. Au moment de l'armistice, elle est aux portes de Paris.
De retour en Allemagne, elle est rééquipée et restructurée en perdant la « Panzer-Regiment 5 » au profil de la V. Leichte Division de la nouvelle unité Afrikakorps.
À la veille de l'opération Barbarossa (l'invasion allemande de l'Union soviétique), la 3e Panzerdivision avait une force totale de 215 blindés :
- 58 Panzer II ;
- 29 Panzer III (37mm) ;
- 81 Panzer III (50mm) ;
- 32 Panzer IV ;
- 15 Panzerbefehlswagen[a].

Le 22 juin 1941, affectée au groupe d'armées Centre, elle participe aux combats de Barbarossa. Elle prend part à la bataille de Minsk et franchit le Dniepr. Elle participe à l'encerclement de l'armée soviétique pendant la première bataille de Kiev. Elle participe à la bataille de Moscou puis subit la contre-offenvive russe pendant l'hiver 1941-1942 et doit colmater les brèches du dispositif allemand.
En mars 1942, la division est transférée à la VIe armée allemande et défend Kharkov contre une attaque russe (seconde bataille de Kharkov, mai 1942). En juin, elle fait partie du dispositif de l'offensive d'été de l'opération Fall Blau au sein du XL. Panzerkorps. Initialement rattachée à la VIe armée elle tente d'encercler les forces russes dans la région de Millerovo, elle est ensuite rattachée au groupe d'armées A et prend la route vers les champs pétrolifères du Caucase, où elle subit de lourdes pertes à Mozdok.
En janvier 1943, elle bat en retraite à travers le Kouban et la mer d'Azov gelée, puis prend part aux combats sur le Donetz avec le III. Panzerkorps. Restructurée, la 3e Panzerdivision participe à la bataille de Koursk, au sein du XLVIII. Panzerkorps du groupe d'armées Sud, aux côtés de la 11e Panzerdivision, la 167e division d'infanterie et de la Panzergrenadier Division Grossdeutschland. Lors de la bataille, la 3e Panzerdivision est utilisée pour réaliser la percée initiale et inflige de lourds dommages aux forces soviétiques. Elle est ensuite utilisée pour protéger les flancs de la XLVIII Panzer-Korps. Après la contre-attaque soviétique, dans lequel la 3e Panzerdivision tente en vain de défendre Kharkov où elle est durement éprouvée, elle se retire car les forces allemandes sont repoussées vers l'ouest.
Commence la retraite de la Wehrmacht tout au long de l'année 1944 à travers l'Ukraine ; la division combat à Tcherkassy, puis est transférée dans le groupe d'armées Südukraine pour participer à des combats défensifs dans le secteur de Baranów et de Kichinev. Elle finit l'année en poursuivant sa retraite à travers la Pologne avec le XXIII. Panzerkorps.
En janvier 1945, elle se retrouve en Hongrie où elle combat pendant l'opération Frühlingserwachen, puis se retire sur l'Autriche où elle se rend aux forces américaines à Steyr en mai.

## Commandants
| Début            | Fin               | Grade                     | Nom                        |
| ---------------- | ----------------- | ------------------------- | -------------------------- |
| 15 octobre 1935  | 30 septembre 1937 | Generalleutnant           | Ernst Fessmann             |
| 1er octobre 1937 | 6 octobre 1939    | Generalleutnant           | Leo Geyr von Schweppenburg |
| 7 octobre 1939   | Septembre 1940    | Generalmajor              | Horst Stumpff (en)         |
| Septembre 1940   | 4 octobre 1940    | Generalmajor              | Friedrich Kuhn             |
| 5 octobre 1940   | 12 novembre 1940  | Generalmajor              | Horst Stumpff              |
| 13 novembre 1940 | 21 octobre 1941   | Generalleutnant           | Walter Model               |
| 22 octobre 1941  | 30 septembre 1942 | Generalmajor              | Hermann Breith             |
| 1er octobre 1942 | 20 octobre 1943   | Generalmajor              | Franz Westhoven            |
| 21 octobre 1943  | 4 janvier 1944    | Generalmajor              | Fritz Bayerlein            |
| 5 janvier 1944   | 24 mai 1944       | Oberst                    | Rudolf Lang                |
| 25 mai 1944      | 19 janvier 1945   | Generalleutnant Dipl.Ing. | Wilhelm Philipps           |
| 20 janvier 1945  | 18 avril 1945     | Oberst, puis Generalmajor | Wilhelm Söth               |
| 19 avril 1945    | 8 mai 1945        | Oberst                    | Volkmar Schöne             |

## Ordres de bataille

### Composition en octobre 1935
- Schützen-Brigade 3 « Eberswalde »
  - Schützen-Regiment 3
- Panzer-Brigade 3 « Berlin »
  - Panzer-Regiment 5 « Wundorf »
  - Panzer-Regiment 6 « Neuruppin »
- Kradschutzen-Bataillon 3
- Panzerjäger-Abwehr 39
- Pionier-Abteilung 39
- Artillerie-Regiment 75
- Naschr-Abteilung 39
- Versorgungsdienste 83

### Composition en janvier 1939
- Schützen-Brigade 3 « Eberswalde »
  - Schützen-Regiment 3
- Panzer-Brigade 3 « Berlin »
  - Panzer-Regiment 5 « Wundorf »
  - Panzer-Regiment 6 « Neuruppin »
- Kradschutzen-Bataillon 3
- Panzerjäger-Abwehr 39
- Pionier-Abteilung 39
- Artillerie-Regiment 75
  - Artillerie-Abteilung I
  - Artillerie-Abteilung II
- Naschr-Abteilung 39
- Versorgungsdienste 83

### Composition en août 1943
- Panzer-Grenadier-Regiment 3
- Panzer-Grenadier-Regiment 394
- Panzer-Regiment 6
- Panzer-Aufklarung Abteilung 3
- Panzerjäger-Abwehr 543
- Pionier-Abteilung 39
- Artillerie-Regiment 75
  - Artillerie-Abteilung 3
  - Artillerie-Abteilung 714
- Flak-Regiment 314
- Naschr-Abteilung 39
- Feldersatz-Abteilung 75
- Versorgungsdienste 83

## Théâtres d'opérations
- Mars 1939
  - Anschluss
- Septembre 1939
  - Campagne de Pologne
- Mai 1940
  - Campagne de France
- 1941 
  - Opération Barbarossa
  - Bataille de Smolensk
  - Bataille de Minsk
  - Bataille de Kiev
  - Bataille de Moscou
- 1942-1943
  - Front d'Est
  - Seconde (1942) et quatrième (1943) batailles de Kharkov
  - Bataille de Koursk,
  - Poche de Tcherkassy
- 1944
  - Tête de pont de Baranów (Offensive de Lvov-Sandomir)
- 1945
  - Hongrie

## Récompenses
- 43 membres de la 3e Panzerdivision sont faits chevaliers de la croix de fer.
- 5 membres reçoivent la croix de chevalier de la croix de fer avec feuilles de chêne.